# تپه امامزاده طهماسب‌آباد
تپه امامزاده طهماسب آباد مربوط به عصر آهن است و در شهرستان ابهر، بخش سلطانیه، ۵۳۰ متری جنوب روستای طهماسب آباد واقع شده و این اثر در تاریخ ۲۶ دی ۱۳۸۶ با شمارهٔ ثبت ۲۰۵۵۴ به‌عنوان یکی از آثار ملی ایران به ثبت رسیده است.